# Homoériodictyol
L'homoériodictyol est une flavanone extraite des feuilles de l'Herba Santa (Eriodictyon californicum), une plante poussant dans le nord du Mexique et dans l'État de Californie.  

## Propriétés
L'homoériodictyol est l'une des quatre flavanones, trouvée dans cette plante, avec la capacité de réduire l'amertume de composés amers : l'ériodictyol, la stérubine, l'homoériodictyol et son sel de sodium (homoériodictyol sodique).
L'homoériodictyol sodique est celle qui est la plus active, en réduisant de 10 à 40 % l'amertume de la salicyline, l'amarogentine, le paracétamol et la quinine. Cependant, aucune réduction d'amertume n'a été détectée en présence des émulsions acide d'acide linoléique.
Cette flavanone est un agent (arôme) masquant potentiel dans les applications alimentaires ou pharmaceutiques. Elle a déjà obtenu le statut Fema GRAS (numéro 4228) en 2005 et peut donc déjà être utilisée dans les aliments en tant qu'arôme naturel.
Des études structurelles basées sur l'ériodictyol et l'homoériodictyol ont permis de trouver un dérivé de la vanilline avec des propriétés masquantes similaires, l'acide 2,4-dihydroxybenzoïque vanillylamide. À 0,1 g·l-1, ce composé réduit de 30 % la perception amère d'une solution contenant 0,5 g·l-1 de caféine.

## Extraction
La flavanone est extraite par un solvant non miscible dans l'eau, ensuite les corps gras sont éliminés, l'extrait est purifié sur charbon actif, puis traité avec une solution à base de sodium ionique, et enfin précipité et purifié par cristallisation.

## Utilisation
L'extrait de l'Herba Santa est utilisé dans l'alimentation :
- Boissons alcoolisées: 34–87 ppm ;
- Autres boissons : 21–62 ppm ;
- Aliments cuits : maximum 250 ppm ;
- Aliments congelés : 50–200 ppm.

L'homoériodictyol est habituellement utilisé autour de 100 à 200 ppm et à un niveau maximum de 100 à 800 ppm suivant la catégorie alimentaire concernée. 